# ديدييه هنري
ديدييه هنري (بالفرنسية: Didier Henry)‏ هو مغني ومغني أوبرا فرنسي، ولد في 24 مايو 1953.

## وصلات خارجية
- ديدييه هنري على موقع ميوزك برينز (الإنجليزية)